# Нагенрауфт, Леонхард
Леонхард Нагенрауфт (нем. Leonhard Nagenrauft; 9 марта 1938, Бишофсвизен, Германия — 22 мая 2017) — западногерманский саночник, выступавший за сборную ФРГ в конце 1960-х — начале 1970-х годов, чемпион Европы. 

## Биография
Принимал участие в двух зимних Олимпийских играх, на соревнованиях 1968 года в Гренобле по итогам всех заездов мужской одиночной программы занял девятое место. 
Обладатель серебряной медали чемпионата мира, проходившего в 1971 году в Вальдаоре. Кроме того, дважды спортсмен становился призёром чемпионатов Европы, в том числе один раз был первым (1967) и один раз третьим (1972) — оба раза в программе мужских одиночных заездов.
В 1972 году в Саппоро боролся за подиум, но финишировал лишь на пятой позиции.
Умер 22 мая 2017 года.